# ان‌جی‌سی ۵۹۲۱
ان‌جی‌سی ۵۹۲۱ (انگلیسی: NGC 5921) نام یک کهکشان مارپیچی میله‌ای در صورت فلکی مار است.